# 尼爾森·強森
尼爾森·C·強森（英語：Nelson C. Johnson，1948年—）是一名美國作家、前法官、律師和歷史學家，他最著名的暢銷書是2002年的《Boardwalk Empire: The Birth, High Times and Corruption of Atlantic City》。該書被改編成受歡迎兼艾美獎得主的HBO歷史犯罪電視劇《酒私風雲》。

## 早年
尼爾森·C·強森出生於1948年，並且在新澤西州大西洋縣和紐約市長大。強森是新澤西州哈默頓的長期居民。

## 法律生涯
1980年代期間，強森曾於大西洋城的規劃委員會裏工作。截至2014年，他是大西洋縣高等法院法官。
強森於2018年9月從新澤西州高等法院法官的職位上退休。在他擔任法官職務期間，他處理過大規模侵權案件/產品責任索賠。

## 寫作生涯
強森的2002年書籍《Boardwalk Empire》被改編成HBO電視劇《酒私風雲》。該書的續集是《The Northside: African Americans and the Creation of Atlantic City》。2010年，他被新澤西州高等法院要求停止宣傳他自己的著作和電視劇，原因是為了維持他作為一位法官的中立立場。
他的第三本書籍是《Battleground New Jersey: Vanderbilt, Hague and Their Fight for Justice》，內容講述澤西市的市長法蘭克·赫格及新澤西州高等法院第一位首席法官阿瑟·T·范德比爾特。

## 外部連結
- Nelson Johnson's Official Website （页面存档备份，存于）
- Boardwalk Empire （页面存档备份，存于）